# Adiłbiek Nijazymbietow

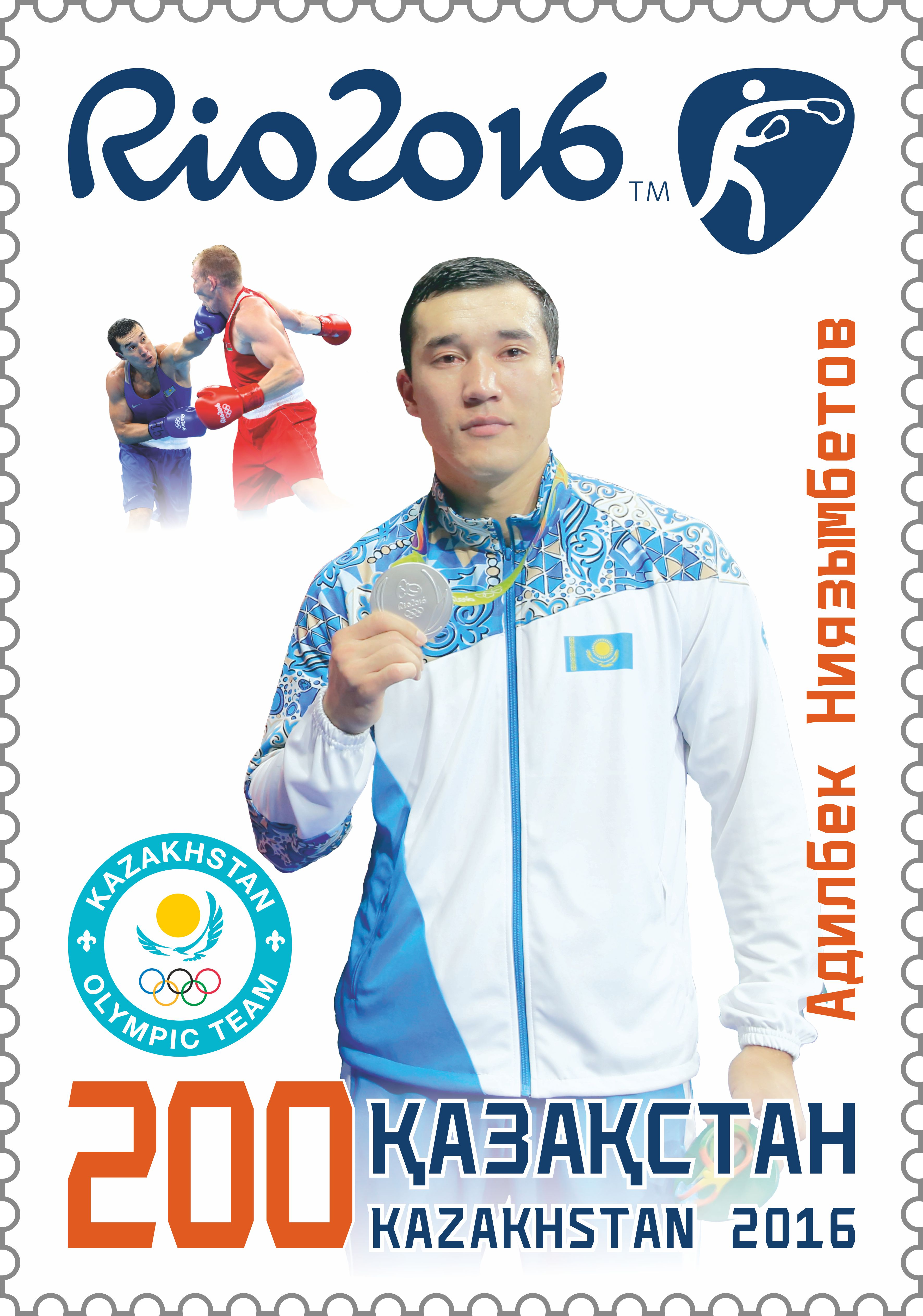
Kazachski znaczek pocztowy z Adiłbiekiem Nijazymbietowem

Adiłbiek Sabitowicz Nijazymbietow (oryg. Адилбек Сабитович Ниязымбетов; ur. 19 maja 1989) – kazachski bokser wagi półciężkiej, wicemistrz olimpijski, wicemistrz świata.
W 2011 roku podczas mistrzostw świata amatorów w Baku zdobył srebrny medal w kategorii półciężkiej (do 81 kg). Drugi tytuł wicemistrza świata wywalczył w Ałmaty w 2013 w tej samej wadze. Na igrzyskach olimpijskich 2012 w Londynie zdobył srebrny medal w kategorii do 81 kg. Sukces ten powtórzył cztery lata później w Rio de Janeiro.